# Marta Klampfer
Marta Klampfer (29. března 1953, Rakek – 22. listopadu 2016) byla slovinská právnička.

## Životopis
Právnickou fakultu Univerzity v Lublani dokončila v roce 1976, advokátní zkoušku pak složila v roce 1979. Poté pracovala jako odborná asistentka na soudu sdružené práce Socialistické republiky Slovinsko. V roce 1991 byla zvolena soudkyní tohoto soudu. Po reorganizaci soudní soustavy a přeměně soudů sdružené práce v pracovní a sociální soudy byla zvolena soudkyní vrchního soudu. Od roku 1997 byla vedoucí úseku pracovněprávních sporů. V roce 2001 se stala místopředsedkyní Vrchního pracovního a sociálního soudu. 6. května 2004 byla jmenována na šestileté funkční období předsedkyní Vrchního pracovního a sociálního soudu. V listopadu 2007 ji tehdejší slovinský prezident Janez Drnovšek navrhl jako kandidátku na funkci ústavní soudkyně. Ve Státním shromáždění pak pro ni hlasovalo 71 z 80 přítomných poslanců. Zvolením soudkyní Ústavního soudu opustila funkci předsedkyně Vrchního pracovního a sociálního soudu. Funkční období ústavní soudkyně jí začalo běžet 20. listopadu 2007. Funkci opustila několik dnů před svou smrtí v roce 2016.